# Ras Ijerri
Ras Ijerri (àrab: رأس اجري, Raʾs Ijarrī ; amazic estàndard marroquí: ⵕⴰⵙ ⵉⵊⵔⵔⵉ, Ṛas Ijrri) és una comuna rural de la província d'El Hajeb, a la regió de Fes-Meknès, al Marroc. Segons el cens de 2014 tenia una població total de 6.502 persones.